# Шимба-Хилс (национальный заповедник)
Шимба-Хилс — национальный заповедник в Кении, основанный в 1968 году и расположенный в южной части Кении.
Национальный заповедник Шимба Хиллс — небольшой национальный парк в Прибрежной провинции Кении в 33 км от Момбасы и в 15 км от побережья. Территория заповедника покрыта преимущественно дождевыми лесами, отдельными зарослями леса и травами. Этот район является довольно важным с точки зрения биоразнообразия растений — более 50 % из 159 редких видов растений Кении произрастает в Шимба-Хилс, в том числе исчезающие виды саговниковидных и орхидей. Заповедник также является местом обитания птиц и бабочек.

## Фауна
В Шимба-Хилс существует единственная в Кении популяция чёрной антилопы (в парке около 100 особей), что было главной причиной создания национального заповедника.
В заповеднике по различным оценкам обитает около 700 слонов. Их популяция очень высока и наносит значительный ущерб растительности. Также достиг критического уровня конфликт между людьми и слонами и с целью предоставить слонам путь для покидания парка был создан заповедник слонов Mwaluganje на севере Шимба-Хилс. Остальная часть границы парка огорожена для предотвращения вторжения слонов на сельскохозяйственные угодья. Служба охраны дикой природы Кении планирует перевезти до 400 слонов из Шимба-Хилс в Восточный Цаво в 2005 году.
Также в заповеднике обитают жираф, леопард, генета, степной кот, гиена, обыкновенный водяной козёл, кустарниковая свинья, африканский буйвол, бушбок, прибрежный колобус, голубой дукер, кустарниковый дукер, красный дукер, большой галаго, верветка, белогорлая мартышка, сервал, бурозубки.
Зарегистрировано 111 видов птиц, среди них чубатая цесарка, хохлатый коршун, большой медоуказчик, венценосный ток.
Из пресмыкающихся встречаются настоящий питон, кобра, геккон и ящерицы, из насекомых бабочки, комары, пчелы.

## Туризм
Входная стоимость в парк (в 2012 г):
| Категория                                      | Стоимость |
| ---------------------------------------------- | --------- |
| Граждане государств Восточной Африки           | 200 KSh   |
| Студенты и дети государств Восточной Африки    | 100 KSh   |
| Граждане других государств                     | 20 $      |
| Студенты и дети других государств              | 10 $      |
| Транспортное средство менее 6 мест (за 1 день) | 300 KSh   |